# Маніфест про приєднання Курляндії
Маніфе́ст про приєдна́ння Курля́ндії — маніфест російської імператриці Катерини II від 15 (26) квітня 1795 року про приєднання герцогства Курляндії і Семигалії, а також Пільтенського округу. Надрукований німецькою і російською мовами. Виданий після звернення курляндського ландтагу про «добровільне підлягання під високославний скіпетр Її величності» у березні того ж року, а також зречення курляндського герцога Петера фон Бірона від 17 (28) березня 1795 року. Розданий представникам делегацій курляндського і пільтенського лицарства на урочистій аудієнції Катерини II у Зимовому палаці. Проголошував вічне приєднання Курляндії, Семигалії і Пільтена до Росії, призначав Петера-Людвіга фон дер Палена їхнім губернатором, зобов'язував усіх підданих цих областей складати присягу на вірність Росії, гарантував їм свободу віросповідання (лютеранства), а також підтверджував майнові права і привілеї лицарства, земств і міст. Одночасно, на основі маніфесту, був виданий указ Катерини II до Сенату про прийняття присяги на вічне російське підданство від курляндських представників.

## Назва
- Повна назва: Про приєднання навічно до Російської імперії князівств Курляндського і Семигальського, також округу Пільтенського і про запрошення уповноваженних до Сенату для складання присяги на вірність підданства (рос. О присоединении на вечные времена к Российской империи княжеств Курляндского и Семигальского, также округа Пильтенского и о приглашении уполномоченных в Сенат для учинения присяги на верность подданства)

## Опис
| Оригінал |  | Переклад |
| --- |  | --- |
| БОЖІЕЮ МИЛОСТІЮ МЫ ЕКАТЕРИНА ВТОРАЯ, ИМПЕРАТРИЦА И САМОДЕРЖИЦА ВСЕРОССІЙСКАЯ и прочая, и прочая, и прочачя |  | Божою милістю ми, Катерина Друга, імператриця і самодержиця Всеросійська, тощо, тощо, тощо. |
| Нам любезноверным подданным княжеств Курляндского и Семигальского, також Пильтенского округа благородному рыцарству и земству, городам и всем обитателям. |  | Нашим люб'язновірним підданим — шляхетному лицарству і земству, містам і всім обивателям князівств Курляндського і Семигальського, а також Пільтенського повіту. |
| Призвание ваше к попечениям нашим, издавна продолжаемым, о сохранении отечества вашего в целости и безопасности посреди различных в соседстве беспокойств, наипаче же во время последнего мятежа, в Польше происшедшего, мы приемлем с особливым нашим благоволением. Быв уверены в чистосердечном желании вашем, на общем собрании вашем изъявленном и через уполномоченных от вас пред престолом нашим императорским торжественно подтвержденном, о присоединении княжеств Курляндского и Семигальского и округа Пильтенского под державу нашу, удовлетворяем оному, всемилостивейше приемля вас в число верных подданных наших и присовокупляя помянутые области на вечные времена к империи Всероссийской; вследствие чего по учинении уполномоченными от вас в Сенате нашем присяге на верность назначаем в должность генерал-губернатора курляндского генерал-поручика барона Петра фон-дер-Палена, возложа на него привести к таковой же присяге всех и всякого звания обитателей княжеств Курляндского и Семигальского, також и Пильтенского округа; по вступлении же его в управление сими областями представить нам те распоряжения, которые благу и тишине оных надежным образом способствовать могут. |  | Заклик ваш до піклувань наших, які віддавна продовжуються, про збереження батьківщини вашої у цілості й безпеці посеред різних сусідніх клопотів, найпаче ж під час останнього бунту, що в Польщі був відбувся, ми приймаємо із особливою нашою ласкою. Переконавшись у щиросердому бажанні вашому, яке на загальних зборах ваших ви виразили і через уповноважених від вас перед престолом нашим імператорським урочисто підтвердили, про приєднання князівств Курляндського і Семигальського і округу Пільтенського під державу нашу, задовольняємо його, наймилостивіше приймаючи вас до числа вірних підданих наших і прилучаючи згадані області навічно до імперії Всероссійської; внаслідок чого після складання уповноваженими від вас у Сенаті нашому присяги на вірність призначаємо на посаду генерал-губернатора курляндського, генерал-поручника, барона Петра фон дер Палена, зобов'язуючи його привести до цієї присяги всіх і всякого звання мешканців князівств Курляндського і Семигальського, також і Пільтенського округа; після вступу ж його в управління цими областями представити нам ті розпорядження, які благу і тиші їхній надійним чином сприяти можуть. |
| Объявляем при том императорским нашим словом, что не токмо свободное исповедание веры, от предков вами наследованной, права, преимущества и собственность, законно каждому принадлежащая, в целости соблюдены будут, но что от сего времени каждое состояние народное вышеозначенных областей имеет пользоваться и всеми теми правами, вольностями, выгодами и преимуществами, каковыми древние подданные российские по милости наших предков и нашей наслаждаются. В прочем пребудем удостоверены, что вы и потомки ваши сохранением непоколебимой верности нам и преемникам нашим и усердием к пользе и службе государства нашего, которого промысл Всевышнего учинил вас ныне сочленами, потщитесь заслуживать продолжение монаршего благоволения. |  | Оголошуємо при тому імператорський нашим слово, що не лише вільне сповідання віри, яку ви від пращурів успадкували, права, переваги і власність, яка законно кожному нелажить, в цілості збережені будуть, але що відтепер кожен стан народний вищезазначих областей може користуватися й усіма тими правами, вольностями, вигодами і перевагами, якими давні піддані російські з милості наших пращурів і нашої насолоджуються. В іншому будемо переконані, що ви і нащадки ваші збереженням непорушної вірності нам і спадкоємцям нашим, і завзяттям до користі і служби держави нашої, якої провидіння Всевишнього вчинило вас нині співчленами, старатиметеся заслуговувати продовження монаршої ласки. |
| Дана в С.-Петербурге апреля пятогонадесять дня, в лето от Рождества Христова 1795-е. Царствования же нашего всероссийского тридесять третье и таврического третиенадесять. |  | Дано у Санкт-Петербурзі, дня 15 квітня, року 1795 від Різдва Христового. Царстування ж нашого всеросійського 33 і таврійського 13 року. |
| Подлинная подписана собственною ее и. в-ва рукою тако: ЕКАТЕРИНА |  | Оригінальна, підписана власною рукою Її імператорської величності так: КАТЕРИНА |

### Монографії
- Berkis, A. The history of the Duchy of Courland (1561—1795). University of Wisconsin, 1954, p. 307—310.
- Бантыш-Каменский, Н. Н. Обзор внешних сношений России (по 1800 год). Москва, 1897, Ч. 3.   [Архівовано 23 серпня 2020 у Wayback Machine.]
- Бильбасов, В. Присоединение Курляндии [Архівовано 15 квітня 2021 у Wayback Machine.] // Русская старина. 1895, Т. 83, № 1, С. 3—55.